# Katholieke Kerk in Colombia

Colombia

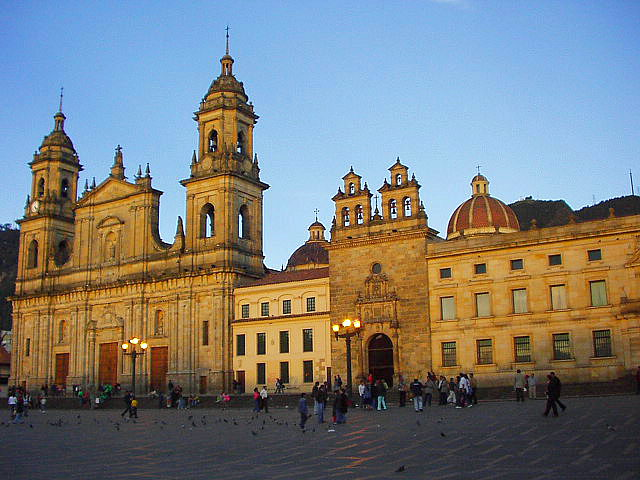
Kathedraal van Bogota

De Katholieke Kerk in Colombia is een onderdeel van de wereldwijde Katholieke Kerk, onder het geestelijk leiderschap van de paus en de curie in Rome.
In 2005 waren ongeveer 38.701.000 (89%) inwoners van Colombia katholiek. Colombia bestaat uit 65 bisdommen die de Romeinse ritus volgen, waaronder 13 aartsbisdommen, verder zijn er 10 apostolische vicariaten en een militair ordinariaat. De bisdommen zijn verspreid over 13 kerkprovincies. Het apostolisch vicariaat en het militair ordinariaat vallen direct onder de Heilige Stoel. De bisschoppen zijn lid van de bisschoppenconferentie van Colombia. President van de bisschoppenconferentie is Jesús Rubén Salazar Gómez, aartsbisschop van Bogotá. Verder is men lid van de Consejo Episcopal Latinoamericano.
Apostolisch nuntius voor Colombia is aartsbisschop Paolo Rudelli.
Colombia heeft driemaal een bezoek gehad van een paus:
1. 1968: Paus Paulus VI
2. 1986: paus Johannes Paulus II
3. 2017: Paus Franciscus

Het land heeft drie kardinalen, waarvan een kardinaal-elector (april 2025).

## Bisdommen
| - Aartsbisdom - Bisdom |

- Barranquilla
  - El Banco
  - Riohacha
  - Santa Marta
  - Valledupar
- Bogotá
  - Engativá
  - Facatativá
  - Fontibón
  - Girardot
  - Soacha
  - Zipaquirá
- Bucaramanga
  - Barrancabermeja
  - Málaga-Soatá
  - Socorro y San Gil
  - Vélez
- Cali
  - Buenaventura
  - Buga
  - Cartago
  - Palmira
- Cartagena/Cartagena de Indias
  - Magangué
  - Montelíbano
  - Montería
  - Sincelejo
- Florencia
  - Mocoa-Sibundoy
  - San Vicente del Caguán
- Ibagué
  - Espinal
  - Garzón
  - Líbano-Honda
  - Neiva
- Manizales
  - Armenia
  - La Dorada-Guaduas
  - Pereira
- Medellín
  - Caldas
  - Girardota
  - Jericó
  - Sonsón-Rionegro
- Nueva Pamplona
  - Arauca
  - Cúcuta
  - Ocaña
  - Tibú
- Popayán
  - Ipiales
  - Pasto
  - Tumaco
- Santa Fe de Antioquia
  - Apartadó
  - Istmina-Tadó
  - Quibdó
  - Santa Rosa de Osos
- Tunja
  - Chiquinquirá
  - Duitama-Sogamoso
  - Garagoa
  - Yopal
- Villavicencio
  - Granada en Colombia
  - San José del Guaviare
- Direct onder de Heilige Stoel
  - Apostolisch vicariaat Guapi
  - Apostolisch vicariaat Inírida
  - Apostolisch vicariaat Leticia
  - Apostolisch vicariaat Mitú

Kerkprovincies en bisdommen in Colombia.

  - Apostolisch vicariaat Puerto Carreño
  - Apostolisch vicariaat Puerto Gaitán
  - Apostolisch vicariaat Puerto Leguízamo-Solano
  - Apostolisch vicariaat San Andrés y Providencia
  - Apostolisch vicariaat Tierradentro
  - Apostolisch vicariaat Trinidad
  - Militair ordinariaat

## Nuntius
- Apostolisch delegaat
  - Aartsbisschop Serafino Vannutelli (18 juli 1869 - 10 september 1875, later kardinaal)
  - Aartsbisschop Mario Mocenni (14 augustus 1877 - 28 maart 1882, later kardinaal)
  - Aartsbisschop Antonio Vico (24 november 1897 - 4 februari 1904, later kardinaal)
  - Aartsbisschop Francesco Ragonesi (14 september 1904 - 9 februari 1913, later kardinaal)
  - Aartsbisschop Carlo Montagnini (1913 - 24 oktober 1913)
  - Aartsbisschop Alberto Vassallo-Torregrossa (25 november 1913 - 1915)
  - Aartsbisschop Enrico Gasparri (9 december 1915 - 8 mei 1916, later kardinaal)
- Apostolisch internuntius
  - Aartsbisschop Enrico Gasparri (8 mei 1916 - 20 juli 1917, later kardinaal)
- Apostolisch nuntius
  - Aartsbisschop Enrico Gasparri (20 juli 1917 - 1 september 1920, later kardinaal)
  - Aartsbisschop Roberto Vicentini (1922 - 1924, later patriarch)
  - Aartsbisschop Paolo Giobbe (30 maart 1925 - 12 augustus 1935, later kardinaal)
  - Aartsbisschop Carlo Serena (5 juli 1935 - 22 oktober 1945)
  - Aartsbisschop Giuseppe Beltrami (15 november 1945 - 1948, later kardinaal)
  - Aartsbisschop Antonio Samorè (30 januari 1950 - 7 februari 1953, later kardinaal)
  - Aartsbisschop Paolo Bertoli (7 mei 1953 - 15 april 1959, later kardinaal)
  - Aartsbisschop Giuseppe Paupini (23 mei 1959 - 1969, later kardinaal)
  - Aartsbisschop Archbishop Angelo Palmas (19 april 1969 - 2 september 1975)
  - Aartsbisschop Eduardo Martínez Somalo (12 november 1975 - 5 mei 1979, later kardinaal)
  - Aartsbisschop Angelo Acerbi (14 augustus 1979 - 28 maart 1990)
  - Aartsbisschop Paolo Romeo (24 april 1990 - 5 februari 1999, later kardinaal)
  - Aartsbisschop Beniamino Stella (11 februari 1999 - 13 oktober 2007)
  - Aartsbisschop Aldo Cavalli (29 oktober 2007 - 16 februari 2013)
  - Aartsbisschop Ettore Balestrero (22 februari 2013 - 6 juli 2018)
  - Aartsbisschop Luis Mariano Montemayor (27 september 2018 - 25 februari 2023)
  - Aartsbisschop Paolo Rudelli (19 juli 2023 - heden)

## Pauselijk bezoek
Colombia heeft tweemaal een bezoek gehad van een paus. 
- 21 augustus 1968 - 24 augustus 1968: pastoraal bezoek van paus Paulus VI aan Colombia.
- 1 juli 1986 - 7 juli 1986: pastoraal bezoek van paus Johannes Paulus II aan Colombia.

## Kardinalen
Tussen haakjes staat de datum van benoeming tot kardinaal. 

### Overleden kardinalen van Colombia
- Crisanto Luque Sánchez (1953)
- Luis Concha Córdoba (1961)
- Aníbal Muñoz Duque (1973)
- Alfonso López Trujillo (1983)
- Mario Revollo Bravo (1988)
- Darío Castrillón Hoyos (1998)
- Pedro Rubiano Sáenz (2001)

### Andere kardinalen gerelateerd aan Colombia
- Serafino Vannutelli (1887)
- Mario Mocenni (1904)
- Antonio Vico (1911)
- Francesco Ragonesi (1921)
- Enrico Gasparri (1925)
- Paolo Giobbe (1958)
- Antonio Samorè (1967)
- Giuseppe Beltrami (1967)
- Giuseppe Paupini (1969)
- Paolo Bertoli (1969)
- Eduardo Martínez Somalo (1988)
- Paolo Romeo (2010)